# Ora Africii Occidentale
| UTC |                                   |                                   |
| -1  | Ora Capului Verde                 |                                   |
| +0  | Ora Europei Occidentale           | Ora de Greenwich                  |
| +1  | Ora Europei Centrale              | Ora Africii Occidentale           |
| +1  | Ora de vară a Europei Occidentale |                                   |
| +2  |                                   | Ora Standard a Egiptului          |
| +2  | Ora Africii Centrale              | Ora Europei de Est                |
| +2  | Ora Standard a Africii de Sud     | Ora de vară a Africii Occidentale |
| +3  | Ora Africii Orientale             | Ora de vară a Europei de Est      |
| +4  | Ora Mauritius-ului                | Ora Seychelles-ului               |

Ora Africii Occidentale, în engleză West Africa Time, prescurtat WAT, este un fus orar utilizat în centrul și vestul Africii. Este unul din numele fusului UTC+1, în avans cu o oră față de ora universală coordonată, care corespunde și orei Europei Centrale.

## Țările care folosesc ora Africii Occidentale
- Angola
- Benin
- Ciad
- Camerun
- Republica Centrafricană
- Republica Democrată Congo (regiunile occidentale ale acestei țări)
  - Bandundu
  - Bas-Congo
  - Équateur
  - Kinshasa
- Guineea Ecuatorială
- Gabon
- Maroc
- Niger
- Nigeria
- Republica Congo
- Tunisia

## Geografie
Multe din țările din această zonă sunt situate de o parte și de alta a Ecuatorului. Din acest motiv, în aceste țări nu există de-a lungul anului variații semnificative între durata zilelor și cea a nopților.

## Ora de vară
Până în 2017, între lunile septembrie și aprilie, Namibia a utilizat ora de vară, denumită Ora de vară a Africii Occidentale (UTC+2). Ulterior, țara a rămas la UTC+2, adică la ora Africii Centrale, pe întreaga durată a anului. Deoarece până în 2017 Namibia era singura țară de pe fusul orei Africii Occidentale care respecta ora de vară, numele de oră de vară a Africii Occidentale a încetat să mai existe.